# James Nunn
Pour les articles homonymes, voir Nunn.
James Nunn est un réalisateur britannique.

## Biographie
James Nunn étudie le cinéma à l'Université de Westminster.
Son premier long métrage, Tower Block, nommé "meilleur film britannique de 2012" par le magazine heDD, remporte en 2012 le "Grand Prize of European Fantasy Film in Silver" lors du festival de Sitges en Catalogne.

## Réalisateur de films
- 2022 : Jetski [4].
- 2021 : One Shot .
- 2018 : The Marine 6 : Close Quarters[5].
- 2017 : The Marine 5: Battleground[6].
- 2016 : Eliminators[7].
- 2014 : Hooligans 3 [8].
- 2013 : Green Street 3: Never Back Down [9].
- 2012  : Tower Block, co-réalisé avec Ronnie Thompson[10],[11].

## Assistant réalisateur de films
- 2012  : Cockneys vs Zombies[12].

## Acteur au cinéma
- 2008  : Beyond the Rave, film de Matthias Hoene, avec Nora-Jane Noone, Jamie Dornan, Tamer Hassan[13]...

## Illustrateur de livres
- 2014 : 102 Ways to Write a Novel [14]